# Першин, Виктор Иванович (Герой Социалистического Труда)
Виктор Иванович Першин — советский хозяйственный, государственный и политический деятель, Герой Социалистического Труда.

## Биография
Родился в 1930 году в Москве. Член КПСС.
С 1954 года — на хозяйственной, общественной и политической работе. В 1954—1990 гг. — руководящий работник советской внешней торговли, генеральный директор Всесоюзного объединения «Экспортхлеб».
Указом Президиума Верховного Совета СССР от 5 августа 1982 года («закрытым») присвоено звание Героя Социалистического Труда с вручением ордена Ленина и золотой медали «Серп и Молот».
Умер после 1990 года.

## Присвоение звания
Дело кончилось тем, что нам продали пшеницу не по 120 и не по 105, а по 80 долл. за тонну. Заместитель министра сельского хозяйства США спустя некоторое время почему-то перестал занимать этот пост, а председатель «Экспортхлеба» Виктор Иванович Першин, реализовывавший эту коммерческую операцию, был заслуженно удостоен звания Героя Социалистического Труда. Потому что 160 млн долларов на дороге не валяются.